# Rhabdadenia
Rhabdadenia je rod zimzelenovki smješten u vlastiti tribus Rhabdadenieae, dio potporodice Apocynoideae. Postoje tri vrste iz Južne, Srednje i Sjeverne Amerike.

## Vrste
1. Rhabdadenia biflora (Jacq.) Müll.Arg.
2. Rhabdadenia madida (Vell.) Miers
3. Rhabdadenia ragonesei Woodson